# Karel Dyrynk
Karel Dyrynk (25. březen 1876 Praha – 2. červenec 1949 Praha) byl český typograf, tvůrce písma, knižní úpravce, redaktor a odborný publicista.

## Život
Vyučil se akcidenčním a strojním sazečem. V letech 1905–1914 byl vedoucím redaktorem časopisu Typografia, kde publikoval řadu odborných článků.

## Dílo

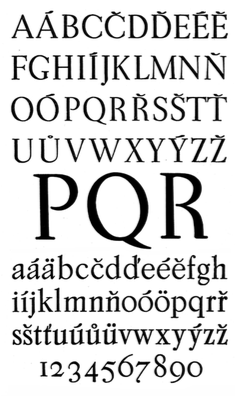
Písmo Malostranská antikva (1927)

Roku 1908 vyšla poprvé jeho kniha Pravidla sazby typo grafické. O rok později vydal v knižní formě své odborné přednášky pod názvem Krásná kniha, její technická úprava, kde se zabýval mimo jiné vlastnostmi papíru, výběrem písma, úpravou textu a pravidly zlomu. V roce 1911 vyšla poprvé Dyrynkova úhelná publikace Typograf o knihách. Své odborné texty také graficky upravoval. Mezi lety 1919 a 1934 byl technickým ředitelem Státní tiskárny v Praze, kde se zasazoval o vznik původních českých písem. Podílel se nejen na přípravě a výrobě Preissigovy antikvy (1925), ale realizoval také písma vlastní, např. Malostranskou antikvu (1926) a kurzívu (1928), Dyrynkovu latinku (1929) a kurzívu (1930), Grégrovu romanu (1931) a kurzívu (1932), Konůpkovu italiku (1946) a další. Byl jedním ze zakládajících členů Spolku českých bibliofilů (1908).
Zemřel roku 1949 v Praze a byl pohřben na Vinohradském hřbitově.

## Spisy
- Pravidla sazby typografické. Praha 1908, 1949.
- Krásná kniha: její technická úprava. Praha 1909, 1924 – Praktická příručka typografie.
- Typograf o knihách. Královské Vinohrady: vlastní náklad, 1911 (bibliofilie). 2. vyd. 1925, 3. vyd. 1993, ISBN 80-85285-38-X.
- České původní typografické písmo. Praha: Typografia, 1925 – úvahy opůvodní české písmařské tvorbě, především o písmu Vojtěcha Preissiga.
- Sazba akcidenční I.—II. Praha: Spolek Typografia, 1920.
- České akcenty. Praha, 1930.
- (s Josefem Váchalem) Písma Josefa Váchala jím vytvořená, řezaná i odlitá a použitá v jeho knihách. Brno: A. Sáňka, 1930. Edice Non multis, sv. 9.
- Moderní české písmařství: [u příležitosti 1. celostátní konference Svazu zaměstnanců v průmyslu tiskárenském a knihařském]. Praha: Spolek Typografia, 1947.
- Vojtěch Preissig – umělec a učitel. In: Ročenka čs. knihtiskařů VII. Praha: Spolek faktorů knihtiskáren v Čs. republice, 1924.
- Typografické písmařství. In: Ročenka čs. knihtiskařů XV. Praha, 1933.
- Preissigova antikva a kursiva. Český bibliofil. 1931.

### Překlady
- Jules Verne: Chancellor, Praha: Bedřich Kočí, 1907; další vydání Brno: Návrat, 1995 ISBN 80-7174-841-2
- Jules Verne: Martin Paz, Praha: Bedřich Kočí, 1907
- Knut Hamsun: Mysterie, Praha: Hejda & Tuček, 1920 – román
- Anatole France: Místodržitel judský, Praha 1923, z knihy l'Étui de nacre (Perleťová schránka), další vydání: Sdružení českých umělců grafiků 1929
- Anatole France: Tři legendy z knihy L’Etui de nacre, Praha 1925
- Anatole France: Dvě povídky tříkrálové, Praha 1927
- Anatole France: Laeta Acilia, Praha 1928
- Anatole France: Dcera Lilitina, Praha 1929
- Anatole France: Legenda o svaté Eufrosině, Praha 1930, z knihy l’Étui de nacre

## Vnuk Martin Dyrynk
Vnukem Karla Dyrynka byl výtvarník, typograf a grafik Martin Dyrynk (6. srpna 1941 Praha – 29. června 2019 Sedlčany). Autor odborných publikací, typograf řady periodik, knih, bibliofílií. V letech 1967–1969 pedagog Střední výtvarné školy v Praze, do roku 1972 pracovník kulturních institucí. Organizátor Letního výtvarného salonu ve Vysokém Chlumci v letech 1982–1991. Čestný člen Spolku českých bibliofilů (předseda v letech 2004–2016). Přítel Karla Kryla, kterému do exilu posílal (nejen) bibliofilské tisky. Žil střídavě v Praze a ve Vysokém Chlumci.
Některé z publikací:
- 1908/2008 – Sto let Spolku českých bibliofilů. In: ČEJKA Josef, ed, a ERHART Gustav. Marginálie 2010: 1991/2009. Praha: Spolek českých bibliofilů, 2010, s. 7–9. ISBN 978-80-904135-1-1.
- a MIKŠA, David a SUCHÁNEK, Vladimír. František Dvořák a kniha. Sest. Jan Dvořák. [Praha]: Pražská scéna, 2015. 127 s. Edice Knižní scéna, sv. 5. ISBN 978-80-86102-93-1.
- Karel Dyrynk – malá glosa k výročí. In: ČEJKA Josef, ed, a ERHART Gustav. Marginálie 2010: 1991/2009. Praha: Spolek českých bibliofilů, 2010, s. 36–46. ISBN 978-80-904135-1-1.
- Karel Dyrynk: Retrospektivní přehled písmové a knižní tvorby let 1910–1948. Praha: Památník národního písemnictví, 1967. 16 s. Autorský katalog.
- Soupis typograficky upravených bibliofilií: 1903–1949. In: ČEJKA Josef, ed, a ERHART Gustav. Marginálie 2010: 1991/2009. Praha: Spolek českých bibliofilů, 2010, s. 47–65. ISBN 978-80-904135-1-1.
- Stručně z historie soutěže Nejkrásnější české knihy. In: ČEJKA Josef, ed. a ERHART Gustav, ed. Marginálie 2010: 1991/2009. Praha: Spolek českých bibliofilů, 2010, s. 10–15. ISBN 978-80-904135-1-1.